# Molly Persson
Molly Persson, född  14 augusti 2006 i Ekerö, är en svensk skådespelare och sångerska. 2021 och 2022 medverkade hon i en ungdomsserie för SVT, dramakomedin Otajmat, där hon hade huvudrollen som högstadietjejen Katta. Medverkade även i thrillerserien Veronika med Alexandra Rapaport och Tobias Santelmann, SkyShowtime 2024. 
Molly Persson har 2019-2020 uppträtt i teaterroller på Teater Bristol, dels i huvudrollen som Stella i Prinsessan på ärten, dels i en av huvudrollerna – Findus – i Pettson & Findus Pannkakstårtan och Pettson & Findus Tomtemaskinen.
Hon har även kommit på första plats i den internationella sångtävlingen New Performers International Contest – A Winter Fairytale, 2021.

## Länkar
- https://www.svt.se/barnkanalen/barnplay/otajmat/